# Keteleeria fortunei
Keteleeria fortunei (кит.: 油杉) — вид хвойних рослин родини соснових.

## Поширення, екологія
Країни проживання: Китай (Фуцзянь, Гуандун, Гуансі, Гуйчжоу, Хунань, Цзянсі, Юньнань, Чжецзян); Гонконг; В'єтнам. Живе на пагорбах або низьких горах пд.-сх. Китаю на висоті від 380 і 1200 м над рівнем моря. Клімат вологий, від тепло-помірного до субтропічного, з річною кількістю опадів між 1300 і 2000 мм. Зустрічається у двох лісових формаціях: змішані мезофітні лісові й, найчастіше, вічнозелені широколистяні ліси. Крім того, багато покритонасінних дерев, наприклад, вічнозелені твердолисті дубів і Lauraceae, і кілька голонасінних також знайдені: Pseudotsuga sinensis, Cryptomeria japonica, Cephalotaxus fortunei, Taxus chinensis.

## Морфологія
Дерево 24 м заввишки, нагадує Cedrus libani. Кора коркова. Гілки ростуть по горизонталі і ввись. Бруньки яйцеподібні, на верхівці закруглені, з численними кільових лусками. Листки довжиною 1.2–3 см та 2–4 мм шириною. Шишки циліндричні, розміром 10–18 × 3–5 см (або 7,5 см в ширину при розкритті), на товсті, фіолетові або коричневий, коли зрілі у жовтні. Насіння завдовжки близько 2 см з 3 см крилами.

## Використання
Деревина цього виду використовується локально для будівництва та дров. Цілком звичайні посаджені в Китаї, але рідко зустрічається у вирощуванні в інших місцях.

## Загрози та охорона
Хоча вид відносно поширений, століттями збезлісення на півдні Китаю, безсумнівно, знизили ліси, в яких цей вид природно жив. Він, однак, здатний до регенерації, крім того, цей вид широко саджають. Цей вид присутній в кількох охоронних територіях.